# المسنة (الباب)
المسنة  قرية سوريّة تتبع إداريّاً لمحافظة حلب منطقة الباب ناحية الراعي، بلغ تعداد سكانها 610 نسمة حسب التعداد السكاني لعام 2004.